# 盧照鄰
盧 照鄰（ろ しょうりん、637年? - 689年）は、中国の唐代初期の詩人。字は升之。王勃・楊炯・駱賓王とともに「初唐の四傑」と称せられる。

## 略伝

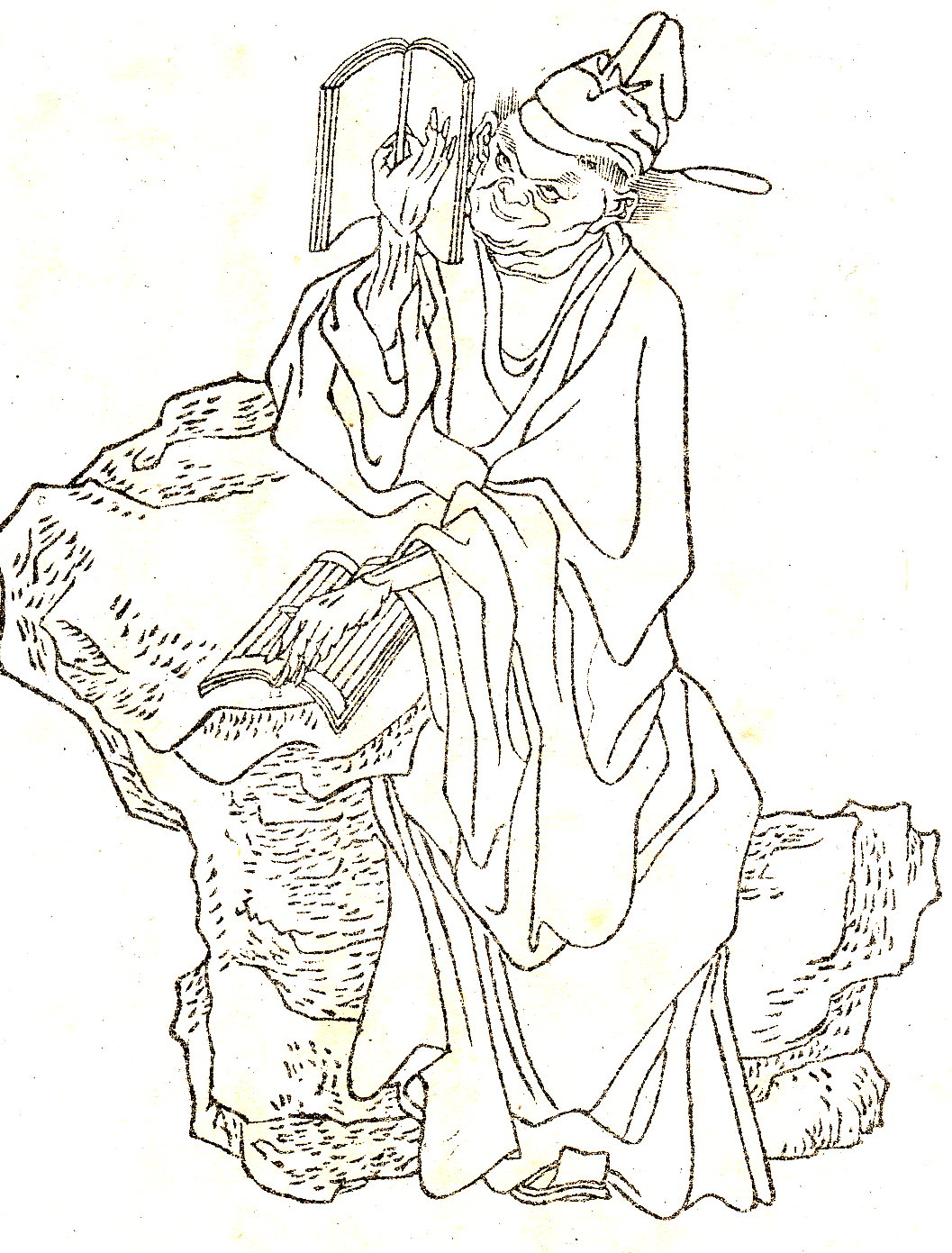
盧照鄰・『晩笑堂竹荘畫傳』より

范陽郡涿県の出身。幼少より曹憲・王義方に従って経史と小学を学び、詩文に巧みであった。初めは鄧王府の文書の処理係である典籤となり、鄧王（唐の高祖の子の李元裕）に重用された。のち新都県尉となったが病のために職を辞し、陽翟具茨山（現在の河南省許昌市禹州市）の山麓に移住した。病が重くなって、ついに潁河に身を投じて死んだ。
その詩は厭世的で悲しみいたむ作が多い。長安の繁栄のさまを詠じた「長安古意」が最もよく知られ、『唐詩選』にも収められている。著に『盧升之集』7巻と『幽憂子』3巻がある。
| 長安古意       |                                        |
| 長安大道連狹斜 | 長安の大道狹斜に連なる                 |
| 青牛白馬七香車 | 青牛 白馬 七香車                       |
| 玉輦縱橫過主第 | 玉輦縱橫 主第に過（よぎ）り            |
| 金鞭絡繹向侯家 | 金鞭絡繹（らくれき）として侯家に向かう |
| 龍銜寶蓋承朝日 | 龍は寶蓋を銜（ふく）んで朝日を承け     |
| 鳳吐流蘇帶晩霞 | 鳳は流蘇を吐いて晩霞を帶ぶ             |
| 百丈游絲爭繞樹 | 百丈の游絲 爭うて樹を繞り              |
| 一群嬌鳥共啼花 | 一群の嬌鳥 共に花に啼く                |
| 遊蜂戲蝶千門側 | 遊蜂戲蝶 千門の側ら                    |
| 碧樹銀台萬種色 | 碧樹銀台万種の色                       |
| 複道交窗作合歡 | 複道交窗 合歡をなす                    |
| 雙闕連甍垂鳳翼 | 雙闕連甍 鳳翼を垂る                    |
| 梁家畫閣天中起 | 梁家の畫閣 天中に起こり                |
| 漢帝金莖雲外直 | 漢帝の金莖 雲外に直し                  |
| 樓前相望不相知 | 樓前に相望んで相知らず                 |
| 陌上相逢詎相識 | 陌上に相逢うてなんぞ相識らん           |
| 借問吹簫向紫煙 | 借問す 簫を吹いて紫煙に向かう          |
| 曾經學舞度芳年 | 曾て經て舞を學んで芳年を度（わた）る   |
| 得成比目何辭死 | 比目と成るを得ば何ぞ死を辭せん         |
| 願作鴛鴦不羨仙 | 願わくは鴛鴦とならん仙を羨まず         |
| 比目鴛鴦真可羨 | 比目鴛鴦 真に羨むべし                  |
| 雙去雙來君不見 | 雙去雙來 君見えず                      |
| 生憎帳額繍孤鸞 | 生憎や帳額 孤鸞を繍す                  |
| 好取開簾帖雙燕 | 好取す 簾を開いて雙燕を帖するを        |
| 雙燕雙飛繞畫梁 | 雙燕雙飛 畫梁を繞る                    |
| 羅幃翠被鬱金香 | 羅幃翠被 鬱金香                        |
| 片片行雲著蟬鬢 | 片片たる行雲 蟬鬢に著き                |
| 纖纖初月上鴉黄 | 纖纖たる初月 鴉黄に上る                |
| 鴉黄粉白車中出 | 鴉黄粉白 車中より出づ                  |
| 含嬌含態情非一 | 嬌を含み態を含んで情は一つにあらず     |
| 妖童寶馬鐵連錢 | 妖童の寶馬 鐵連錢                      |
| 娼婦盤龍金屈膝 | 娼婦の盤龍 金屈膝                      |
| 御史府中烏夜啼 | 御史の府中 烏夜啼き                    |
| 廷尉門前雀欲棲 | 廷尉門前 雀は棲（すくわ）んと欲す      |
| 隱隱朱城臨玉道 | 隱隱たる朱城 玉道に臨み                |
| 遙遙翠幰没金堤 | 遙遙たる翠幰（すいけん）金堤に没す     |
| 挾彈飛鷹杜陵北 | 彈を挾み鷹を飛ばす杜陵の北             |
| 探丸借客渭橋西 | 丸を探り客に借す渭橋の西               |
| 倶邀俠客芙蓉劍 | 倶に邀う俠客芙蓉の劍                   |
| 共宿娼家桃李蹊 | 共に宿す娼家桃李の蹊                   |
| 娼家日暮紫羅裙 | 娼家日暮 紫羅の裙                      |
| 清歌一囀口氛氳 | 清歌一たび囀じて口氛氳                 |
| 北堂夜夜人如月 | 北堂夜夜 人月の如く                    |
| 南陌朝朝騎似雲 | 南陌朝朝騎雲に似たり                   |
| 南陌北堂連北里 | 南陌北堂 北里に連なる                  |
| 五劇三條控三市 | 五劇三條 三市を控（ひ）く              |
| 弱柳青槐拂地垂 | 弱柳青槐 地を拂って垂れ                |
| 佳氣紅塵暗天起 | 佳氣紅塵 天を暗うして起る              |
| 漢代金吾千騎來 | 漢代の金吾 千騎來る                    |
| 翡翠屠蘇鸚鵡杯 | 翡翠の屠蘇 鸚鵡の杯                    |
| 羅襦寶帶為君解 | 羅襦寶帶 君が為に解き                  |
| 燕歌趙舞為君開 | 燕歌趙舞 君が為に開く                  |
| 別有豪華稱將相 | 別に豪華の將相と稱する有り             |
| 轉日回天不相讓 | 日を轉じ天を回らして相讓らず           |
| 意氣由來排灌夫 | 意氣由來 灌夫を排し                    |
| 專權判不容蕭相 | 專權判して蕭相を容れず                 |
| 專權意氣本豪雄 | 專權意氣 もと豪雄                      |
| 青虯紫燕坐生風 | 青虯紫燕 坐（いなが）ら風を生ず        |
| 自言歌舞長千載 | 自ら言う歌舞千載に長ずと               |
| 自謂驕奢凌五公 | 自ら謂う驕奢五公を凌ぐと               |
| 節物風光不相待 | 節物風光 相待たず                      |
| 桑田碧海須臾改 | 桑田碧海 須臾に改まる                  |
| 昔時金階白玉堂 | 昔時 金階白玉堂                        |
| 只今唯見青松在 | 只今唯見る青松の在るを                 |
| 寂寂寥寥揚子居 | 寂寂寥寥 揚子の居                      |
| 年年歳歳一床書 | 年年歳歳 一床の書                      |
| 獨有南山桂花發 | 獨り南山の桂花の發（ひら）く有り       |
| 飛來飛去襲人裾 | 飛び來り飛び去り人の裾を襲う           |